# Жан Кристоф Перо
Жан-Кристоф Перо (фр. Jean-Christophe Péraud; 22. мај 1977) је бивши француски професионални бициклиста у периоду од 1999. до 2016. Каријеру у друмском бициклизму почео је 2010. године. Највећи успех остварио је 2014. када је освојио друго место на Тур де Франсу. На Летњим олимпијским играма 2008 освојио је сребрну медаљу у крос кантрију.

## Каријера

### Почетак каријере
Перо је каријеру почео у моунтајн бајку 1999. године, 2008. године је освојио треће место на олимпијским играма у Пекингу у крос каунтрију, а 2009. године је изненађујуће освојио национално првенство у вожњи на хронометар. 2010. са своје 33 године, прелази у друмски бициклизам, у тим Омега-Фарма Лото.

### 2010
Перо је, као бивши такмичар у моунтајн бајку, био доста јак у друмским тркама и у својој јединој сезони у Омега-Фарма Лото тиму освојио је четврто место на Туру Баскијске Земље и девето место на Париз - Ници.

### 2011 — 2013.
2011. године, Перо прелази у француски тим АГ2Р Ла Мундиал и у првој сезони биљежи доста финиша у топ 10, али без победе. Друго место на Туру Медитерана, треће на Париз Ници, шесто на Критеријуму Интернационал, седмо на Критеријуму Дофине и на Туру Пекинга и девето место на Тур де Франсу.
2012. није била успешна за Пероа, завршава тек на 90 месту Париз Ницу, али затим осваја четврто место на Туру Баскијске Земље, док на Туру Романдије завршава тек на 96 месту, а Критеријум Дофине на 68 месту, лоша форма се наставила и на Тур де Франсу, где завршава на 44 месту.

Ни 2013. није била много успешнија. Осваја 13 место на Туру Швајцарске, 17 место на Туру Баскијске Земље, а затим поправља форму и стиже до трећег места на Париз Ници и шестог места на Туру Романдије.
На Тур де Франсу је доживио пад на хронометру на етапи 16, те је морао да га напусти.

### 2014
2014. година је најуспешнија година за Пероа. Након слабог наступа на Туру Романдије (32 место), осваја треће место на Туру Баскијске Земље и четврто на Тирено Адриатико трци. Након тога, осваја своју прву етапну трку, Критеријум Интернационал. На Критеријуму Дофине је био лош и завршава на 37 месту.
На Тур де Франсу, Перо је био прилично јак и у одсуству најбољих возача Алберта Контадора и Криса Фрума (који су напустили Тур због повреда) и Наира Кинтане (није учествовао на Туру), успио је да освоји друго место, чиме поставља најбољи резултат Француза још од 1997. године. када је Ришар Виренк био такође други.

### 2015 — 2016
2015. године осваја по други пут заредом Критеријум Интернационал, а Париз Ницу не успева да заврши. На Тур де Франсу није био у доброј форми и завршио је на 61 месту.
2016. године, Перо осваја девето место на Ђиро дел Тренрину, а на Критеријуму Интернационал остаје иза Тиба Пиноа. Перо по први пут учествује на Ђиро ди Италија, али напушта трку након треће етапе.